# Sigma Guitars
Sigma Guitars — бренд акустичних гітар заснований C.F. Martin як лінійка доступних інструментів, щоб конкурувати зі зростаючою кількістю дешевих імпортованих гітар з Японії та інших країн. Виробництво Sigma Guitars було припинене C.F. Martin у 2007 році. Права на бренд були придбані німецькою компанією AMI Musical Instruments GmbH на чолі з Ґюнтером Лютцом, колишнім гітарним майстром C.F. Martin. AMI перезапустили бренд та виробляють інструменти на власній фабриці в Китаї.
В Україні бренд представлений компанією Acropolis, доступний сайт українською мовою.
В США права на бренд та торгову марку Sigma були продані та перейшли від C.F. Martin & Co. до St. Louis Music перед продажем бренду компанії AMI. Через це AMI не має права використовувати торгову марку Sigma у США для їх поточної лінійки гітар. Вони розповсюджувались та продавались в США як Kindred Guitars, згодом назва була змінена на AMI Guitars.
Сучасний асортимент інструментів Sigma включає акустичні, класичні гітари та акустичні бас-гітари.

## Історія
Американська компанія C.F. Martin створила бренд Sigma, щоб конкурувати з дешевими гітарами імпортованими з Азії. Під брендом Sigma було випущено широку лінійку акустичних і класичних гітар, що вироблялись в Японії на різних фабриках з 1970 по 1983 рік.
Перші Sigma, як правило, були дредноутами, хоча Grand Concert Series (GCS) і класичні моделі також випускалися з початку 1970-х (1971?) років. Найбільш поширеними протягом 1970-х років були дредноути DM-5 (DM12-5) і DR-7 (DR12-7). В назвах моделей D означає дредноут, R — палісандр, M — червоне дерево. Число в кінці назв моделей (5, 7, 9, 11, 15) позначало сорт деревини використаної в інструменті: більше число позначало кращу якість деревини.
Виробництво перемістилось з Японії (з 1970 по 1983 рік), до Кореї (з 1984 по 1994 рік), згодом, до Тайваню (в 1994 році) і, нарешті, до Індонезії (?–2007). У 1994 році інструменти виготовлялись в Кореї та Тайвані водночас.
У 1978 році були додані позначення моделей, що співвідносяться з номерами моделей Martin: DM-18, DM-19, DR-28, DR-28H, DR-35, DR-41 і DR-45. Цей період заведено називати «другим поколінням» (корпус інструментів виготовлений з ламінату, верхня дека — з масиву дерева). «Перше покоління», DM-5 і DR-7 (виготовлені повністю з ламінату), а також інші ранні моделі (наприклад, GCS-7/CS-7) також залишались у виробництві протягом цього часу.
У моделях 2006—2007 років було помітне підвищення якості. Це могло бути спричиненим підготовкою до продажу бренду Sigma.